# Homunculus corticale

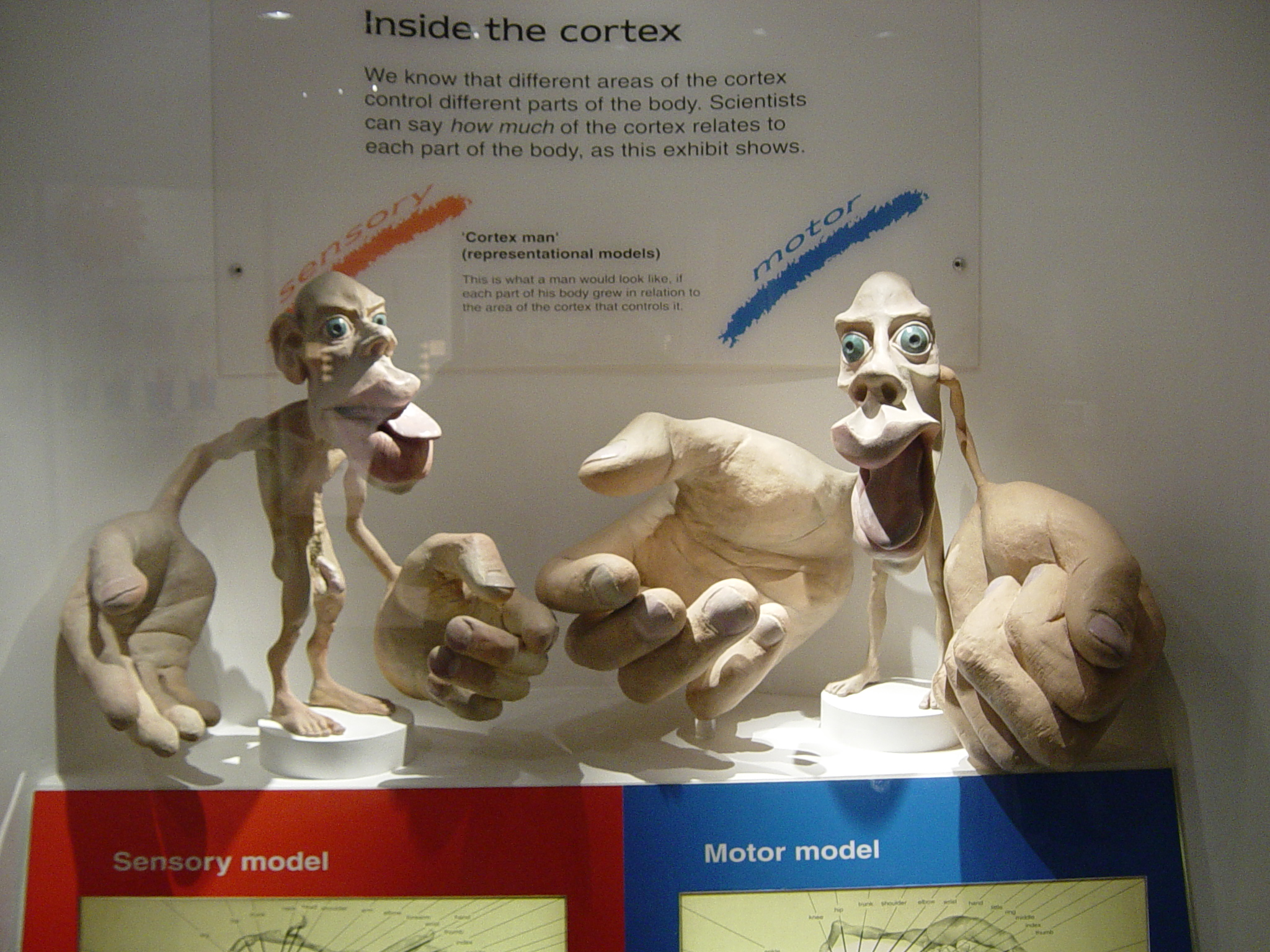
Modelli degli homunculus sensitivo e motorio al Museo di storia naturale di Londra, basati sugli homunculus corticali mappati dal dottor Wilder Penfield. Fotografia del dottor Joe Kiff.

L'homunculus corticale è una rappresentazione della suddivisione anatomica dell'area somestesica primaria, dove prende il nome di homunculus sensitivo o somestesico o somatosensoriale, e dell'area motoria primaria, dove prende il nome di homunculus motorio.
Il termine homunculus è dovuto al fatto che la rappresentazione del corpo umano appare grottesca e sproporzionata. In quello sensitivo alcune regioni, soprattutto la mano, il piede e la bocca, sono ingrandite, perché la grandezza di una regione è proporzionale al numero di recettori cutanei in essa presenti; allo stesso modo in quello motorio mano e volto sono ingranditi proporzionalmente al numero di placche motorie, che permettono un movimento più fino.
La mappa molto dettagliata della corteccia motoria umana è stata sviluppata nel XX secolo dallo studioso canadese Wilder Penfield.

## Homunculus sensitivo

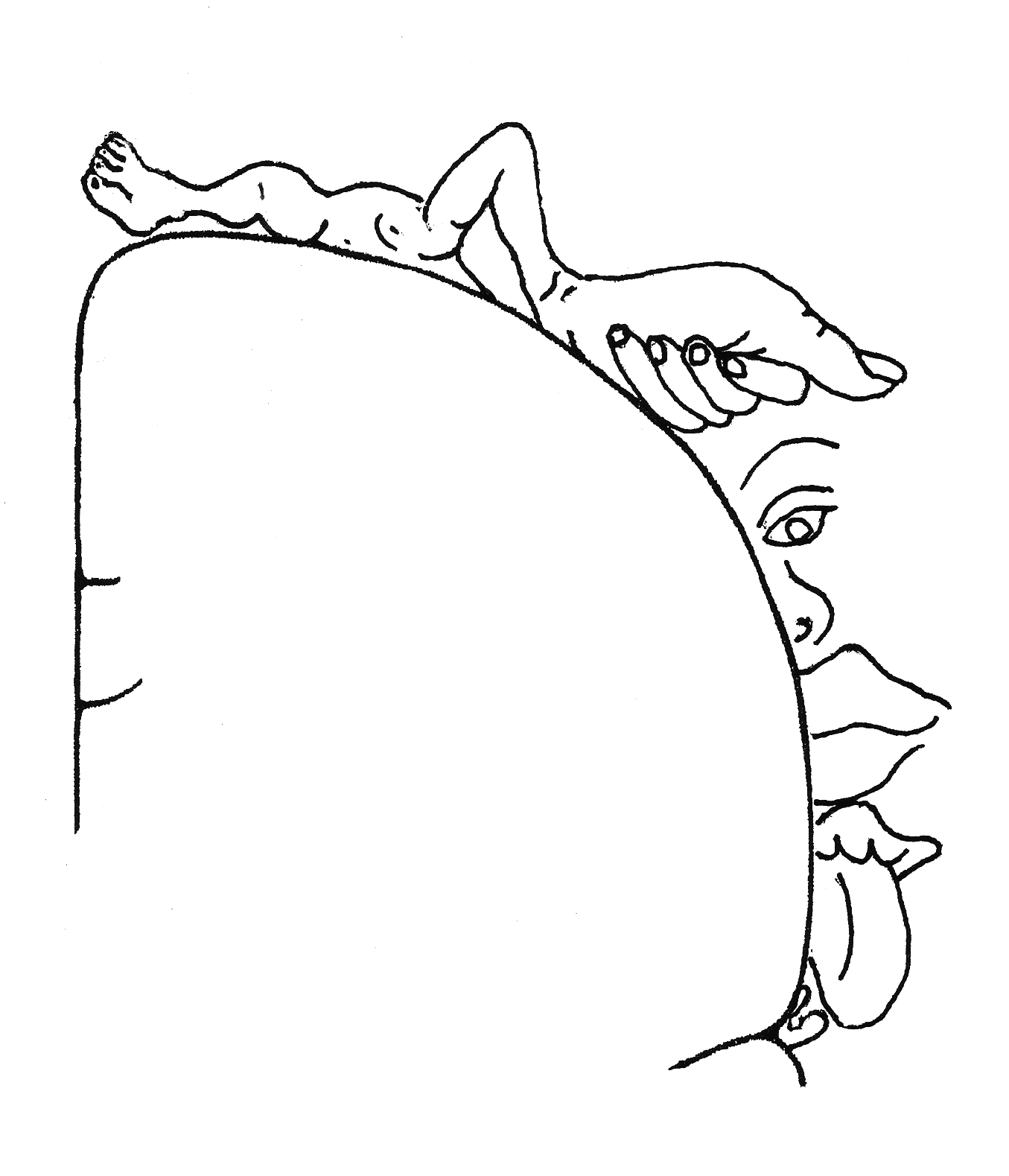
Schema dellhomunculus sensitivo, che indica le aree della corteccia cerebrale coinvolte nella sensibilità cutanea.

Rappresenta l'organizzazione somatotopica delle afferenze somatosensitive (cutanee) di tutti i distretti del corpo alla circonvoluzione postcentrale (o postrolandica), subito dietro la scissura di Rolando, nell'area S1 del lobo parietale.

### Localizzazione
L'area S1 è costituita da almeno tre aree differenti, ognuna delle quali rappresenta una funzione somatosensoriale differente. Esse sono, in senso antero-posteriore, le aree 3, 1, 2 secondo Brodmann, ognuna delle quali rappresenta un homunculus sensitivo indipendente nei confronti delle aree adiacenti. L'area 3 si crede possa servire per il riconoscimento globale di un oggetto, l'area 1 per il rilevamento della ruvidità di una superficie e l'area 2 per il rilevamento della forma.

## Homunculus motorio

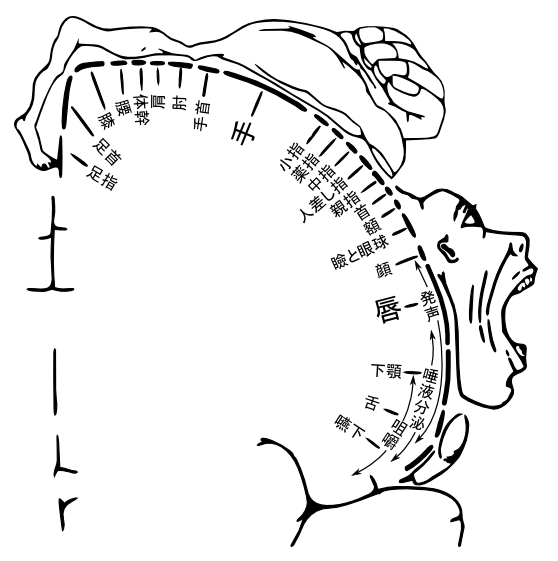
Schema dellhomunculus motorio, che indica le aree della corteccia cerebrale coinvolte nel movimento.

È la rappresentazione dell'estensione dell'area motoria primaria sulla circonvoluzione precentrale del telencefalo (area 4 secondo Brodmann) relative ad ogni distretto corporeo. Questa rappresentazione è bilaterale e crociata per i due emisferi cerebrali e avviene nell'area motoria primaria M1 o area 4 secondo Brodmann.

### Localizzazione
Nell'emisfero cerebrale sinistro vi è la rappresentazione somatotopica della metà destra del corpo. La rappresentazione non è la trasposizione diretta delle diverse parti del corpo, ma è somatotopica, cioè l'ampiezza delle diverse porzioni corticali dedicati ai singoli distretti corporei non corrisponde alle dimensioni delle corrispondenti parti periferiche. Ogni parte dell'apparato locomotore riceve le proiezioni da una precisa porzione dell'area motoria primaria e la rappresentazione è distorta poiché sono impiegati più neuroni dove è necessario un controllo più fine. Le dimensioni e l'ordine delle diverse parti corporee dipendono dall'ampiezza del tessuto cerebrale motorio dedicato. Ne risulta un corpo umano distorto, un omunculus appunto, con mano, lingua molto grandi, tronco e arti più piccoli.

## Recenti sviluppi
Il modello presentato da Penfield, anche se valido per la corteccia motoria primaria, in base ai nuovi sviluppi delle neuroscienze, può considerarsi superato. In effetti il modello si basa su una suddivisione cerebrale netta tra aree sensoriali, associative e motorie. Recenti studi di neurofisiologia hanno determinato che le funzioni delle diverse aree motorie non sono sequenziali e semplici come ipotizzato nel modello di Penfield. Gli studi di Giacomo Rizzolatti hanno determinato che il sistema motorio presenta una parcellizzazione molto più specifica e orientata all'azione di quanto ipotizzato precedentemente. Un esempio esemplare è la scoperta e la comprensione dei neuroni specchio. Rimane Penfield lo scopritore, con strumenti molto semplici e con l'intuizione rimane  il progenitore della mappatura, saper cercare oggi una funzione la dobbiamo sicuramente a lui.